# Abengourou flygplats
Abengourou flygplats är en stängd flygplats vid staden Abengourou i Elfenbenskusten. Den ligger i den sydöstra delen av landet, 200 km öster om huvudstaden Yamoussoukro. Abengourou flygplats ligger 206 meter över havet. IATA-koden är OGO och ICAO-koden DIAU.